# Andy LaVerne
Andy LaVerne (New York, 4 december 1947) is een Amerikaanse jazzpianist en componist.

## Carrière
LaVerne studeerde klassieke piano aan de Juilliard School of Music, het Berklee College of Music en het New England Conservatory. Als jazzmuzikant werd hij opgeleid door Bill Evans.
Van 1973 tot 1975 toerde hij met de bigband van Woody Herman. Na optredens met John Abercrombie en Miroslav Vitouš behoorde hij van 1977 tot 1980 tot de band van Stan Getz. Tijdens de jaren 1980 trad hij op met Chris en Danny Brubeck als Brubeck-LaVerne-Trio.
Sinds de jaren 1980 concentreerde LaVerne zich in toenemende mate op het lesgeven. Er verschenen meerdere lesvideo's, publiceerde meerdere boeken en schreef artikels voor het Keyboard Magazine en het Piano Today Magazine.
Naast talrijke albums als sideman, met onder andere Frank Sinatra, Stan Getz, Woody Herman, Dizzy Gillespie, Chick Corea, Lionel Hampton, Michael Brecker en Elvin Jones, nam LaVerne ongeveer veertig albums op als solist en orkestleider.

## Discografie
- 1977: Another World mt Billy Hart, Mike Richmond
- 1981: Captain Video met Bob Magnusson, Shelly Manne
- 1981: Plays the Music of Chick Corea met John Abercrombie, Chick Corea, Mark Egan, Sherman Foote, Danny Gottlieb, Marc Johnson
- 1984: Liquid Silver met John Abercrombie, Jennifer Cowles, Amy Dulsky, Peter Erskine, Eddie Gómez, Sebu Sirinian, Patricia Smith
- 1988: Jazz Piano Lineage met Biréli Lagrène
- 1989: Frozen Music
- 1989: Fountainhead met Dave Samuels
- 1989: Natural Living met John Abercrombie
- 1990: Standard Eyes met Anton Fig, Steve LaSpina
- 1990: Severe Clear met Anton Fig, Tim Hagans, Rick Margitza
- 1991: Pleasure Seekers met John Patitucci, Bob Sheppard, Dave Weckl
- 1992: Buy One, Get One Free, Soloalbum
- 1993: Double Standard met Billy Drewes, Gregory Hutchinson, Steve LaSpina
- 1993: Live at Maybeck Recital Hall, Vol. 28 (Andy Laverne at Maybeck), soloalbum
- 1993: Glass Ceiling met Anton Fig, Steve LaSpina
- 1993: Universal Mind met Richie Beirach
- 1994: Spirit of '76 met Jerry Bergonzi, Jeff Brillinger, Mike Richmond, Bill Washer
- 1994: Time Well Spent met Al Foster, George Mraz
- 1994: In the Mood for a Classic, Soloalbum
- 1994: Serenade to Silver met Billy Drummond, Tim Hagans, Steve LaSpina, Rick Margitza
- 1995: Tadd's Delight, soloalbum
- 1995: First Tango in New York met Steve LaSpina, Joe Lovano, Bill Stewart
- 1996: Bud's Beautiful met Billy Hart, Peter Washington
- 1996: Where We Were [live] met John Abercrombie
- 1997: Four Miles met Randy Brecker, Al Foster, George Mraz
- 1997: Stan Getz in Chappaqua met Don Braden, Danny Gottlieb, Steve LaSpina, Dave Stryker
- 1998: Between Earth & Mars met Dave Samuels, Jay Anderson
- 2000: Time
- 2001: Know More met Jay Anderson, Billy Hart
- 2001: True Colors
- 2002: Pianissimo met Jay Anderson, Rich Perry, Matt Wilson
- 2004: Epiphany
- 2004: Process of Illumination
- 2005: All Ways
- 2006: Peace of Mind
- 2006: Time to Dream
- 2007: Intelligent Design met Danny Gottlieb, Gary Versace

- Bibliothèque nationale de France: cb138964053 (data)
- Gemeinsame Normdatei: 134440757
- International Standard Name Identifier: 0000 0001 1444 3927
- Library of Congress Control Number: n87833558
- MusicBrainz: e88ae791-cd20-4298-943a-66fd6d222698
- Nationale Bibliotheek van Tsjechië: xx0120802
- Nederlandse Thesaurus van Auteursnamen: 097863319
- Istituto Centrale per il Catalogo Unico: UBOV073604
- SNAC: w6g1805s
- Virtual International Authority File: 54332970
- WorldCat: E39PBJjt8tpmw7GvbqxbCYV9jC